# Maizières-lès-Brienne
Maizières-lès-Brienne település Franciaországban, Aube megyében. Lakosainak száma 160 fő (2022. január 1.). Maizières-lès-Brienne Brienne-le-Château, Épothémont, Juzanvigny és Vallentigny községekkel határos.

## Népesség
A település népessége az elmúlt években az alábbi módon változott:
| Lakosok száma | 257  | 196  | 161  | 156  | 178  | 171  | 164  | 162  | 160  | 160  |
|               | 1968 | 1982 | 1990 | 2006 | 2013 | 2015 | 2017 | 2019 | 2020 | 2022 |